# TV4-nyheterna Göteborg
TV4-nyheterna Göteborg är en av TV4-gruppens 25 lokala stationer och producerar lokala nyheter i Göteborgsområdet med omnejd. Korta nyhetssändningar sänds vardagsmorgnar varje halvslag i Nyhetsmorgon samt i 19.00-sändningen och 22.30 på måndag-torsdagar.